# ليون بنوا
ليون بنوا هو سياسي كندي، ولد في 7 يوليو 1950 في لويدمنستر في كندا. حزبياً، نشط في حزب المحافظين الكندي. وقد انتخب عضو مجلس العموم الكندي.